# Hieracium schmidtii
Hieracium schmidtii — вид рослин із родини айстрових (Asteraceae).

## Біоморфологічна характеристика
Багаторічна трав'яниста рослина від сірувато до сіро-зеленого кольору з товстим кореневищем і наземною розеткою листя. Стебло злегка висхідне, особливо в нижній частині з простими волосками, особливо у верхній частині з зірчастими волосками, потім з ізольованими залозками. Листки жорсткі, по краю або по всій площі з жорсткими щетинистими простими волосками, іноді з зірчастими волосками на звороті; листки приземленої розетки на ніжках, з пластиною від довгасто-еліптичної до (широко) яйцеподібні, на верхівці від закругленої до загостреної, на краю цільні або особливо в нижній і середній частині крупнозубчасті; стебловий листок найчастіше 1, на ніжці чи сидячий. Суцвіття нещільні з (1)2–12 кошиками. Обгортка яйцювата, (9)10–12(14) мм завдовжки; її листочки численні, лінійно-ланцетні, загострені, вкриті численними залозками, щонайменше розкиданими простими волосками й зазвичай лише по краях з зірчастими волосками, від сіро-зелених до чорно-зелених. Квітки язичкові, жовті. Сім'янки завдовжки 3,5–4,5 мм. Квітне у травні — серпні.

## Середовище проживання
Зростає у Європі й Західній Азії (Албанія, Австрія, Болгарія, Чехія, Словаччина, Бельгія, Люксембург, Франція (у т. ч. Корсика), Німеччина, Фарерські острови, Велика Британія, Греція, Угорщина, Ісландія, Ірландія, Італія (у т. ч. Сардинія, Сицилія), Норвегія, Швеція, Фінляндія, Польща, Португалія, Румунія, Іспанія, Андорра, Швейцарія, Україна, Боснія і Герцеговина, Хорватія, Македонія, Словенія, Сербія і Косово, Туреччина, Крит, Ліван).
Росте на скелях, кам'янистих схилах і щебенистих місцях, також у реліктових борах. Він шукає сонячних або напівтінистих місць проживання на мілких, бідних гумусом сухих ґрунтах, переважно на силікатних скелях. 

## Галерея

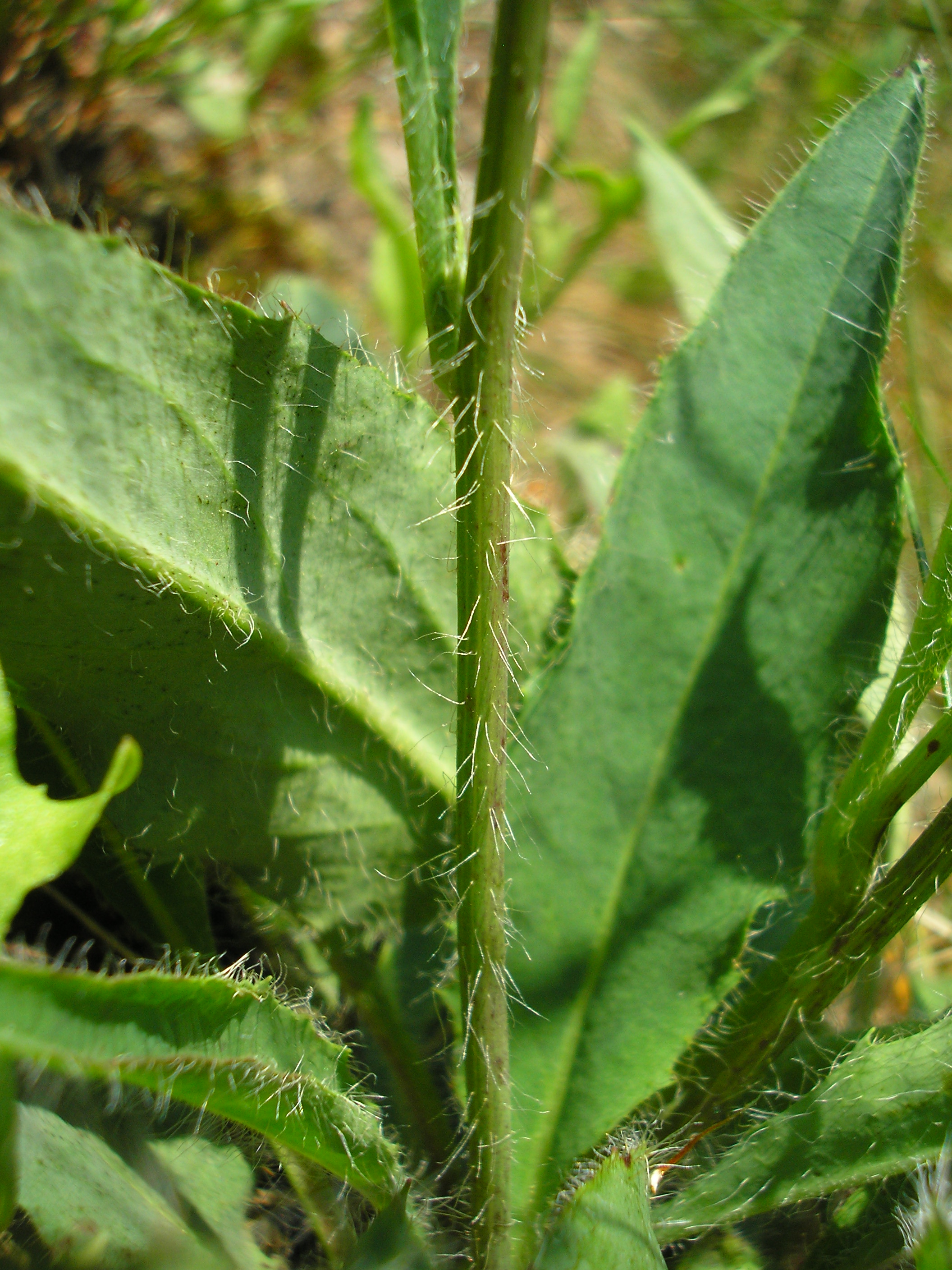
стебло й листки
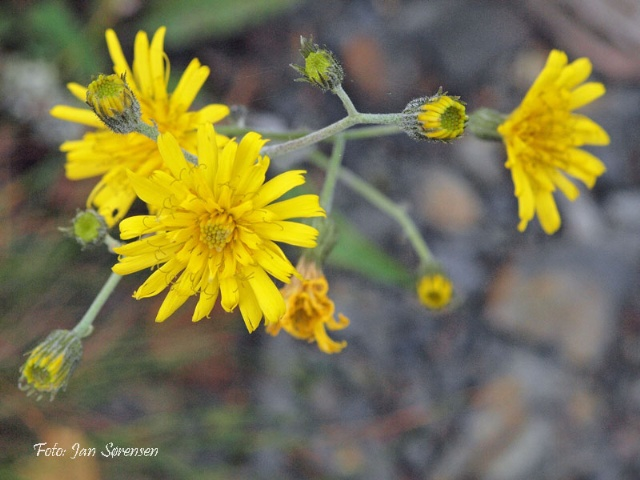
суцвіття
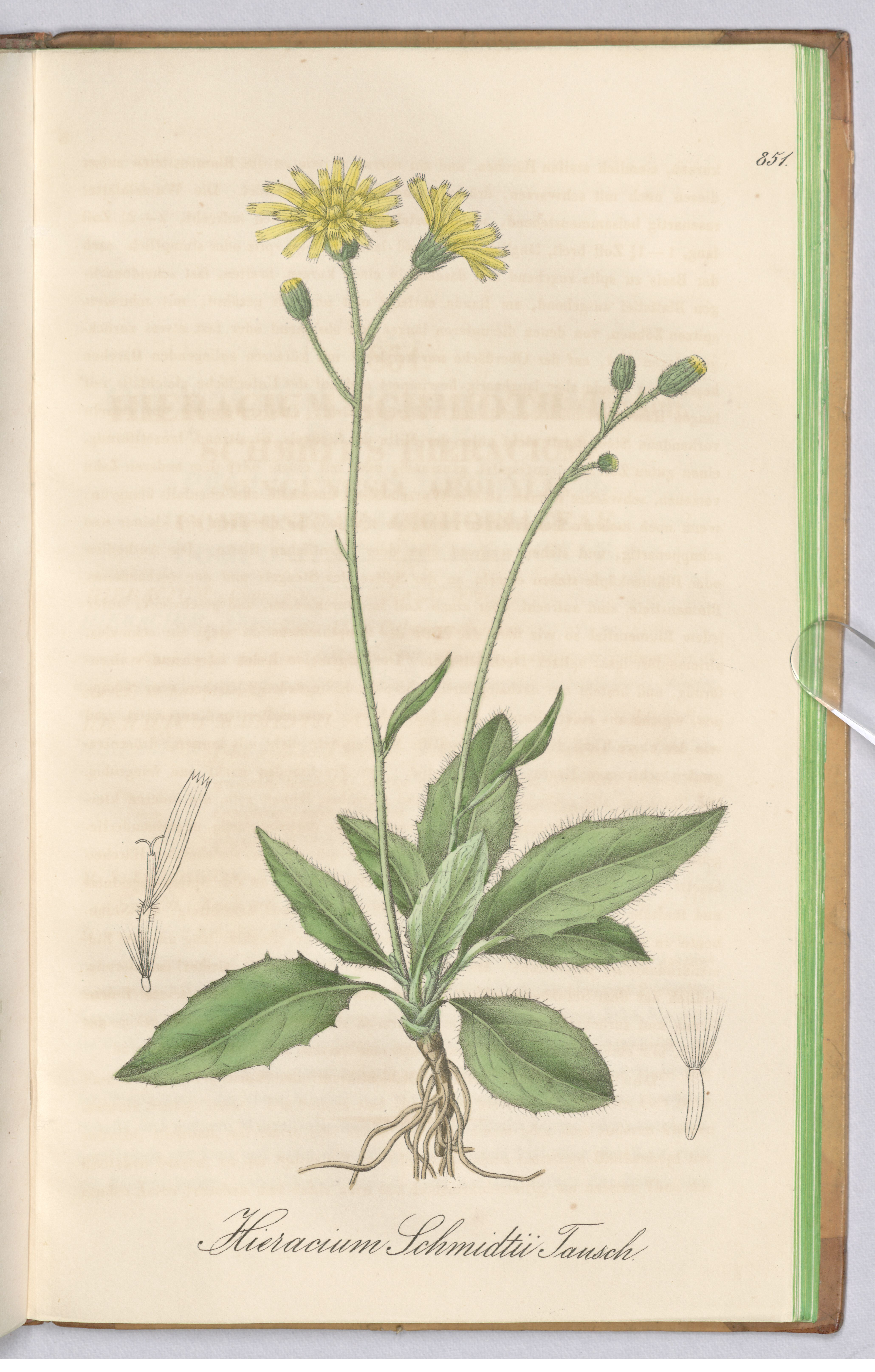
ілюстрація